# Circus (àlbum)
Circus és el sisè àlbum de la cantant pop estatunidenca Britney Spears. Va ser llençat el mateix dia del seu aniversari, el 2 de desembre, el 2008. Va rebre bona crítica per part dels crítics musicals, i el seu primer single "Womanizer" es va posicionar núm. 1 en moltes llistes musicals, com a ràdios.
El album va vendre més de 8 milions de copias a tot el món.

## Recepció
El disc va rebre un 64/100 al website Metacritic. Va rebre unes 3 estrelles de 5 a AllMusic, igualment en "The Guardian" i "The Independent". En canvi, en Rolling Stone va rebre una qualificació de 3 estrelles i mitja. I pujant una mica més, trobem una puntuació de 4 estrelles en "The Sunday Times".
Baixant, trobem una puntuació de 5 de 10. I finalment, "USA Today" li dona una qualificació de 3 estrelles com als altres llocs.

## Posició número 1
"Circus" es va situar a la cima del US Billboard 200. Altre cop, ella aparegué en el Guinnes World Records del 2010 per ser la cantant més jove en aconseguir posicionar en el número 1 cinc àlbums. Va ser l'àlbum que es va vendre més ràpidament del 2008. L'àlbum es va estar durant nou setmanes en el número 1 en el top 10. Va ser certificat "platinum" per la "Recording Industry Association of America" en el 29 de gener de 2009. L'àlbum va vendre 1.6 milions de còpies als Estats Units. En menys d'un mes, l'àlbum va ser considerat el novè àlbum més venut del 2008.

## Tour
En el documental, Britney: For the Record podem veure com es va gravar l'àlbum i els dos primers videoclips del CD. Unes setmanes abans de ser llençat l'àlbum, va iniciar una mini-gira passant per algunes ciutats, titulant-la Circus Promo Tour.
El mateix dia en què es va llençar l'àlbum, ella va actuar al "Good Morning America" i va confirmar la seva cinquena gira titulada The Circus Starring: Britney Spears. El tour va iniciar el 3 de març de 2009 a Nova Orleans. Generalment, la llista de cançons estava més formada per cançons de Blackout. Només 3 cançons de l'àlbum "Circus" van entrar en el repertori.
En molts casos, Britney va ser acusada de fer servir playback durant la major part del tour, excepte la cançó inicial. Ella va negar l'acusació, explicant que l'única que no era cantada en viu era "Piece Of Me".

## Singles
Womanizer va ser el primer single que va donar la llum. Va ser llençat el 26 de setembre de 2008. Va ser molt ben rebuda la cançó pels crítics, amb les lletres acusant un home, infidel a la seva xicota. Va ser considerada com "el retorn" de la senyoreta Spears. El vídeo musical es va estrenar a la xarxa el dia 18 d'octubre de 2008, amb la temàtica d'ell semblant a la que ja va utilitzar en el vídeo de "Toxic. Va debutar en el número 96 del Billboard Hot 100 una setmana abans de debutar el número 1! 
Circus va ser escollida el segon single de l'àlbum. Va ser llençada a les ràdios, juntament amb el disc. Va debutar el número 3 del Billboard Hot 100. El vídeo va ser penjat a la xarxa el dia 4 de desembre de 2008, i podem veure a Britney en un voltant circense. Va ser molt ben rebut pels crítics i va guanyar el premi a "Millor Vídeo" en els premis Fuse TV.
If You Seek Amy va ser votat com a tercer single de "Circus". Va ser escollit el 10 de març de 2009. Va causar molta controvèrsia gràcies al doble significat del seu títol "If U Seek Amy" que més o menys traduït a l'altre significat seria "F-U-C-K ME (em f*****)". La Federació de Pares Americana va prohibir que la cançó s'escoltés a la ràdio entre les 6 del matí fins a les 10 del vespre. El vídeo va sortir el 12 de març de 2009 a la pàgina web oficial de la cantant. Ella ens mostra una sèrie de jocs sexuals, cosa que els crítics van catalogar com "un guiny" en alguna de les seves etapes quan era més jove.
 Radar va ser escollida el quart single de l'àlbum. Tot i ser llençada en l'àlbum "Blackout" la cançó també va ser escollida per l'àlbum de "Circus" i finalment, va ser triada com a single. El vídeo va sortir poc després de ser escollida.

## Cançons
1. Womanizer
2. Circus
3. Out from Under
4. Kill the Lights
5. Shattered Glass
6. If You Seek Amy
7. Unusual You
8. Blur
9. Mm Papi
10. Mannequin
11. Lace and Leather
12. My Baby
13. Radar

Bonus Tracks
1. Amnesia
2. Trouble
3. Quicksand
4. Rock Boy
5. Phonography

## Personal
1. Britney Spears - piano, veu
2. Henrik Jonback - baix, guitarra
3. Cathy Denis - cor
4. Windy Wagner - cor
5. Greg Kurstin - baix, guitarra
6. Kesha Sebert - cor
7. Max Martin - coro
8. Stefani Germanotta - cor